# Lady Bird Johnson
Lady Bird Johnson (n. 22 decembrie 1912 - d. 11 iulie 2007) a fost soția lui Lyndon B. Johnson, Președinte al Statelor Unite ale Americii. A fost Prima Doamnă a Statelor Unite ale Americii între 1963 și 1969.